# Friedrich Merkenschlager
Friedrich Merkenschlager (Pseudonym Fritz Merkenschlager; * 19. November 1892 in Hauslach bei Georgensgmünd; † 10. Februar 1968 ebenda) war ein deutscher Agrikulturbotaniker, Phytomediziner, Heimatforscher und Dichter.

## Leben und Wirken
Friedrich Merkenschlager, Sohn eines Ökonomierates, war ein Absolvent des Humanistischen Gymnasiums in Bayreuth und diente während des Ersten Weltkrieges als Leutnant der Reserve. Er studierte Botanik in Erlangen, Göttingen und an der Universität München, wo er 1920 mit einer Dissertation über die Chlorose der Lupine zum Dr. phil. promoviert wurde. Nach kurzer Assistentenzeit bei Lorenz Hiltner an der Bayerischen Landesanstalt für Pflanzenbau und Pflanzenschutz in München war er von 1921 bis 1924 bei Friedrich Boas am Botanischen Institut der Landwirtschaftlichen Hochschule Weihenstephan tätig. 1925 habilitierte er sich an der Universität Kiel mit einer Schrift über die Methoden zur physiologischen Diagnose der Kulturpflanzen. Von 1925 bis 1933 arbeitete er an der Biologischen Reichsanstalt für Land- und Forstwirtschaft in Berlin, seit 1927 als Regierungsrat und Leiter des Laboratoriums für Botanik. Merkenschlager trat zum 25. Mai 1920 der NSDAP bei (Mitgliedsnummer 1.233) und rechnete sich zu den Alten Kämpfern aus der Zeit des Hitler-Putsches in München. In Norddeutschland war er nach eigener Einschätzung der erste SA-Mann überhaupt. Der nach dem Verbot von 1923 neu gegründeten Partei schloss er sich ab 1925 nicht wieder an.
1933 wurde Merkenschlager aus dem Reichsdienst entlassen, weil er in Aufsätzen und Schriften, die (wie Karl Saller, Walter Scheidt und ursprünglich auch Friedrich Keiter) einen dynamischen Rassenbegriff vertreten, gegen die von den Nationalsozialisten vertretene Rassenlehre aufgetreten war. Vorübergehend leitete er die Biologische Abteilung der Bayerischen Landesanstalt für Pflanzenbau und Pflanzenschutz in München. 1937 wurde er verhaftet und musste drei Jahre lang ohne Anklage und ohne Verurteilung in Gefängnissen verbringen. Nach Dienst in der Wehrmacht und Kriegsgefangenschaft übernahm er 1946 eine Professur für gärtnerische Botanik und gärtnerischen Pflanzenschutz an der Höheren Lehranstalt für Gartenbau in Weihenstephan. Hier wirkte er bis zu seiner Pensionierung im Jahre 1958.
Merkenschlager war ein ideenreicher und geistvoller Vertreter der landwirtschaftlichen und gärtnerischen Botanik. Er bemühte sich stets, Wissenschaft unter ganzheitlichen Gesichtspunkten zu betrachten. Grundlagenprobleme, aber auch aktuelle Fragen zur Pflanzenernährung, Pflanzenphysiologie, Pflanzenökologie und zum Pflanzenschutz bei der Kartoffel, Lupine, Ackerbohne und Serradella standen im Mittelpunkt seiner Forschungstätigkeit. Als beachtenswertes Gedankengebäude für das Gesamtgebiet der Pflanzenwissenschaften gilt sein gemeinsam mit Maximilian Klinkowski verfasste Buch Pflanzliche Konstitutionslehre (1933).
Merkenschlager ist mit zahlreichen Publikationen auch als Heimatforscher hervorgetreten. Außerdem schrieb er Gedichte, Novellen und Romane. Gemeinsam mit Friedrich Boas hat er 1947 ein Biologen-Brevier herausgegeben, eine Sammlung von Zitaten aus den Werken bedeutender Denker von der Antike bis zur Gegenwart.

## Veröffentlichungen (Auswahl)
- Die Chlorose der Lupine auf Kalkböden. Dissertation. Universität München 1920. Maschinenschrift.
- F. Boas und F. Merkenschlager: Die Lupine als Objekt der Pflanzenforschung. Morphologie, Anatomie, Physiologie und Pathologie der gelben Lupine. Parey, Berlin 1923.
- Keimungsphysiologische Probleme. Datterer, Freising-München 1924 (= Naturwissenschaft und Landwirtschaft, H. 1.)
- Sinapis. Eine Kulturpflanze und ein Unkraut. Gerber, München 1925.
- Methoden zur physiologischen Diagnostik der Kulturpflanzen. Dargestellt am Buchweizen. Habilitationsschrift. Universität Kiel 1926. Springer, Wien 1926 (= Zugl. in: Fortschritte der Landwirtschaft. Jg. 1, 1926, S. 137–141, 174–180, 212–218, 242–248 und 347–352.)
- (als Fritz M.): Götter, Helden und Günther. Eine Abwehr der Güntherschen Rassenkunde. Spindler, Nürnberg 1927
- Aus der Keuperbucht. Geschichte eines fränkischen Dorfes. Korn & Berg, Nürnberg 1928.
- Zur Volks- und Rassenkunde des Spreewaldes. Heine, Cottbus 1931
- Rassensonderung, Rassenmischung, Rassenwandlung. Hoffmann, Berlin 1933.
- F. Merkenschlager und M. Klinkowski: Pflanzliche Konstitutionslehre. Dargestellt an Kulturpflanzen. Parey, Berlin 1933.
- Zwischen Hünengrab und Pfahlbau. Die Urlebensstile der europäischen Kultur. Hoffmann, Berlin 1934.
- Sabina. Rogalla, der Spielmann Gottes. Novellen. Spindler, Nürnberg 1939. 2. Auflage 1941. 3. Aufl.: Weigl, Schwabach 1950
- Thomas. Ein Lebenslied von Steinen, Blumen und von der Liebe. Spindler, Nürnberg 1939
- Biologen-Brevier. Herausgegeben von F. Boas und F. Merkenschlager. Stromverlag, Hamburg-Bergedorf 1947. 2. Auflage: Datterer, Freising 1951.